# Sigil
En programación y sistemas de información, un sigil (pronunciado/ˈsɪdʒəl/ o /ˈsɪɡəl/; plural sigilia o sigiles) o sigilo es un símbolo agregado al nombre de una variable, especificando el tipo o alcance de la misma. Este término, basado en la palabra inglesa para sello mágico, fue usado por Philip Gwyn en 1999 "para designar el extraño carácter inicial en el nombre de una variable de Perl".
- Datos: Q3483527